# 奧德拉河 (斯維斯洛奇河支流)
53°20′47″N 23°52′22″E / 53.3464°N 23.8728°E
奧德拉河是東歐的河流，流經白俄羅斯和波蘭，屬於斯維斯拉奇河的支流，河道全長18公里，流域面積94平方公里，河口處在別拉斯塔維茨基區。